# ادابریا، برگونا
ادابریا (به لاتین: Adabaria) یک روستا در بنگلادش است که در استان باریسال واقع شده‌است.